# Bahnstrecke Hannover–Minden
| Bahnhof Minden | |                                      |                                      |
| Streckennummer (DB): | 1700 1705 Hannover–Seelze (S-Bahn) |                                      |                                      |
| Kursbuchstrecke (DB): | 370 |                                      |                                      |
| Kursbuchstrecke: | 193 (1934) 191a (Hannover Hbf – Haste 1934) 188 (Hannover Hbf – Wunstorf 1934) 191e (Hannover Hbf – Hannover-Hainholz 1934) 214 (1946) 212d (Hannover Hbf – Haste 1946) 215 (Hannover Hbf – Wunstorf 1946) |                                      |                                      |
| Streckenlänge: | 64,4 km |                                      |                                      |
| Spurweite: | 1435 mm (Normalspur) |                                      |                                      |
| Streckenklasse: | D4 |                                      |                                      |
| Stromsystem: | 15 kV 16,7 Hz ~ |                                      |                                      |
| Streckengeschwindigkeit: | 200 km/h |                                      |                                      |
| Zugbeeinflussung: | PZB, LZB |                                      |                                      |
| Zweigleisigkeit: | durchgehend |                                      |                                      |
| | |                                      |                                      |
| \| \| \| Hannöversche Südbahn, SFS von Kassel \| \| \| \| \| Strecke von Lehrte \| \| \| \| 0,0 \| Hannover Hbf ⊙ \| Hannover Hbf ⊙ \| \| \| \| \| \| \| \| \| Hannover-Nordstadt \| \| \| \| 3,2 \| Hannover Burg (Bft) \| Hannover Burg (Bft) \| \| \| 3,8 \| Hannover-Hainholz \| Hannover-Hainholz \| \| \| \| nach Celle, nach Bremervörde \| \| \| \| \| (Überwerfungsbauwerk) \| \| \| \| \| \| \| \| \| 5,5 \| Hannover-Leinhausen \| Hannover-Leinhausen \| \| \| 6,0 \| Hannover Kurve (Abzw) \| Hannover Kurve (Abzw) \| \| \| 6,1 \| Leine \| Leine \| \| \| 6,2 \| zur Güterumgehungsbahn Seelze–Lehrte \| zur Güterumgehungsbahn Seelze–Lehrte \| \| \| 7,1 \| Letter (Abzw) \| Letter (Abzw) \| \| \| \| Güterumgehungsbahn von Lehrte \| \| \| \| 7,9 \| Letter \| Letter \| \| \| 9,1 \| Seelze Rbf \| Seelze Rbf \| \| \| 10,4 \| Seelze Rbf West \| Seelze Rbf West \| \| \| 11,1 \| Seelze \| Seelze \| \| \| \| (Ende der S-Bahn-Strecke) \| \| \| \| 13,3 \| Mittellandkanal \| Mittellandkanal \| \| \| 16,3 \| Dedensen-Gümmer \| Dedensen-Gümmer \| \| \| \| A 2 \| \| \| \| \| Seelze Gümmerwald (Abzw) \| \| \| \| \| (Überwerfungsbauwerk) \| \| \| \| 21,4 \| Wunstorf (Keilbahnhof) \| Wunstorf (Keilbahnhof) \| \| \| \| Strecke nach Bremen \| \| \| \| \| Düendorf (Richtung Minden bis 1968) \| \| \| \| \| Mittellandkanal \| \| \| \| 28,3 \| Haste (Han) ⊙ \| Haste (Han) ⊙ \| \| \| 28,595 \| Waldstraße L 449 \| Waldstraße L 449 \| \| \| \| Deisterbahn nach Weetzen \| \| \| \| 29,580 \| Zum Walde \| Zum Walde \| \| \| 29,877 \| Hauptstraße K 50 \| Hauptstraße K 50 \| \| \| 31,2 \| Rehren \| Rehren \| \| \| 35,7 \| Lindhorst \| Lindhorst \| \| \| 36,1 \| Lindhorst (ehem. Bf) \| Lindhorst (ehem. Bf) \| \| \| 43,0 \| Stadthagen \| Stadthagen \| \| \| \| Strecke nach Rinteln \| \| \| \| \| ehem. Strecke nach Leese-Stolzenau \| \| \| \| \| ehem. Strecke Stadthagen–Stolzenau \| \| \| \| 48,4 \| Kirchhorsten \| Kirchhorsten \| \| \| \| ehem. Bad Eilsener Kleinbahn \| \| \| \| 55,2 \| Bückeburg \| Bückeburg \| \| \| \| ehem. Bad Eilsener Kleinbahn \| \| \| \| 58,9 \| Evesen \| Evesen \| \| \| \| Landesgrenze Nds / NRW ⊙ \| \| \| \| \| Strecke von Nienburg ⊙ \| \| \| \| \| Mindener Kreisbahnen ⊙ \| \| \| \| 63,0 \| Minden (Westf) Gbf ⊙ \| Minden (Westf) Gbf ⊙ \| \| \| 64,4 \| Minden (Westf) Pbf (Inselbahnhof) ⊙ \| Minden (Westf) Pbf (Inselbahnhof) ⊙ \| \| \| \| Hauptstrecke nach Hamm \| \| \| \| \| \| \| \| Quellen: [1][2] \| \| \| \| | |                                      |                                      |
| Strecke · Strecke | | Hannöversche Südbahn, SFS von Kassel | Hannöversche Südbahn, SFS von Kassel |
| Strecke von rechts · Strecke · Strecke | | Strecke von Lehrte                   | Strecke von Lehrte                   |
| Bahnhof mit S-Bahn-Halt · Bahnhof · S-Bahnhof | 0,0 | Hannover Hbf ⊙                       | Hannover Hbf ⊙                       |
| Abzweig geradeaus und von links · Strecke nach rechts und von links · Abzweig geradeaus und nach rechts | |                                      |                                      |
| Strecke · S-Bahn-Halt · Strecke | | Hannover-Nordstadt                   | Hannover-Nordstadt                   |
| Dienststation / Betriebs- oder Güterbahnhof · Strecke · Strecke | 3,2 | Hannover Burg (Bft)                  | Hannover Burg (Bft)                  |
| ehemaliger Haltepunkt / Haltestelle · Strecke · Dienststation / Betriebs- oder Güterbahnhof | 3,8 | Hannover-Hainholz                    | Hannover-Hainholz                    |
| Abzweig geradeaus und nach rechts · Abzweig geradeaus und nach rechts · Abzweig geradeaus und nach rechts | | nach Celle, nach Bremervörde         | nach Celle, nach Bremervörde         |
| Strecke nach halblinks · Strecke nach halbrechts · Strecke | | (Überwerfungsbauwerk)                | (Überwerfungsbauwerk)                |
| Strecke von halblinks · Strecke von halbrechts · Strecke | |                                      |                                      |
| S-Bahn-Halt · ehemaliger Bahnhof · Strecke | 5,5 | Hannover-Leinhausen                  | Hannover-Leinhausen                  |
| Strecke · Strecke · Blockstelle | 6,0 | Hannover Kurve (Abzw)                | Hannover Kurve (Abzw)                |
| Brücke über Wasserlauf · Brücke über Wasserlauf · Brücke über Wasserlauf | 6,1 | Leine                                | Leine                                |
| Strecke · Strecke · Abzweig geradeaus und nach links | 6,2 | zur Güterumgehungsbahn Seelze–Lehrte | zur Güterumgehungsbahn Seelze–Lehrte |
| Strecke · Blockstelle · Blockstelle | 7,1 | Letter (Abzw)                        | Letter (Abzw)                        |
| Strecke · Strecke · Abzweig geradeaus und von links | | Güterumgehungsbahn von Lehrte        | Güterumgehungsbahn von Lehrte        |
| S-Bahn-Halt · ehemaliger Haltepunkt / Haltestelle · Strecke | 7,9 | Letter                               | Letter                               |
| Strecke · Strecke · Dienststation / Betriebs- oder Güterbahnhof | 9,1 | Seelze Rbf                           | Seelze Rbf                           |
| Strecke · Strecke · Blockstelle | 10,4 | Seelze Rbf West                      | Seelze Rbf West                      |
| S-Bahnhof · Bahnhof · Strecke | 11,1 | Seelze                               | Seelze                               |
| Strecke nach links · Abzweig geradeaus und von rechts · Strecke | | (Ende der S-Bahn-Strecke)            | (Ende der S-Bahn-Strecke)            |
| Brücke über Wasserlauf · Brücke über Wasserlauf | 13,3 | Mittellandkanal                      | Mittellandkanal                      |
| S-Bahn-Halt · Strecke | 16,3 | Dedensen-Gümmer                      | Dedensen-Gümmer                      |
| Strecke mit Straßenbrücke · Strecke mit Straßenbrücke | | A 2                                  | A 2                                  |
| Strecke · Blockstelle | | Seelze Gümmerwald (Abzw)             | Seelze Gümmerwald (Abzw)             |
| Strecke von links · Kreuzung geradeaus unten · Abzweig geradeaus und nach rechts | | (Überwerfungsbauwerk)                | (Überwerfungsbauwerk)                |
| Dienststation / Betriebs- oder Güterbahnhof · Bahnhof mit S-Bahn-Halt · Dienststation / Betriebs- oder Güterbahnhof | 21,4 | Wunstorf (Keilbahnhof)               | Wunstorf (Keilbahnhof)               |
| Strecke nach rechts · Abzweig geradeaus, nach rechts und von links · Strecke nach rechts | | Strecke nach Bremen                  | Strecke nach Bremen                  |
| ehemaliger Dienststation / Betriebs- oder Güterbahnhof | | Düendorf (Richtung Minden bis 1968)  | Düendorf (Richtung Minden bis 1968)  |
| Brücke über Wasserlauf | | Mittellandkanal                      | Mittellandkanal                      |
| S-Bahnhof | 28,3 | Haste (Han) ⊙                        | Haste (Han) ⊙                        |
| ehemaliger Bahnübergang | 28,595 | Waldstraße L 449                     | Waldstraße L 449                     |
| Abzweig geradeaus und nach links | | Deisterbahn nach Weetzen             | Deisterbahn nach Weetzen             |
| ehemaliger Bahnübergang | 29,580 | Zum Walde                            | Zum Walde                            |
| ehemaliger Bahnübergang | 29,877 | Hauptstraße K 50                     | Hauptstraße K 50                     |
| Dienststation / Betriebs- oder Güterbahnhof | 31,2 | Rehren                               | Rehren                               |
| S-Bahn-Halt | 35,7 | Lindhorst                            | Lindhorst                            |
| Dienststation / Betriebs- oder Güterbahnhof | 36,1 | Lindhorst (ehem. Bf)                 | Lindhorst (ehem. Bf)                 |
| S-Bahnhof | 43,0 | Stadthagen                           | Stadthagen                           |
| Abzweig geradeaus und nach links | | Strecke nach Rinteln                 | Strecke nach Rinteln                 |
| Abzweig geradeaus und ehemals nach links | | ehem. Strecke nach Leese-Stolzenau   | ehem. Strecke nach Leese-Stolzenau   |
| Kreuzung geradeaus oben (Querstrecke außer Betrieb) | | ehem. Strecke Stadthagen–Stolzenau   | ehem. Strecke Stadthagen–Stolzenau   |
| S-Bahnhof | 48,4 | Kirchhorsten                         | Kirchhorsten                         |
| Abzweig geradeaus und ehemals von links | | ehem. Bad Eilsener Kleinbahn         | ehem. Bad Eilsener Kleinbahn         |
| S-Bahnhof | 55,2 | Bückeburg                            | Bückeburg                            |
| Abzweig geradeaus und ehemals nach links | | ehem. Bad Eilsener Kleinbahn         | ehem. Bad Eilsener Kleinbahn         |
| ehemaliger Bahnhof | 58,9 | Evesen                               | Evesen                               |
| Grenze | | Landesgrenze Nds / NRW ⊙             | Landesgrenze Nds / NRW ⊙             |
| Strecke nach halblinks und von rechts · Verschwenkung nach links und nach rechts | | Strecke von Nienburg ⊙               | Strecke von Nienburg ⊙               |
| Kreuzung geradeaus unten · Kreuzung geradeaus unten | | Mindener Kreisbahnen ⊙               | Mindener Kreisbahnen ⊙               |
| Dienststation / Betriebs- oder Güterbahnhof · Dienststation / Betriebs- oder Güterbahnhof | 63,0 | Minden (Westf) Gbf ⊙                 | Minden (Westf) Gbf ⊙                 |
| Dienststation / Betriebs- oder Güterbahnhof · Bahnhof mit S-Bahn-Halt | 64,4 | Minden (Westf) Pbf (Inselbahnhof) ⊙  | Minden (Westf) Pbf (Inselbahnhof) ⊙  |
| Strecke · Strecke | | Hauptstrecke nach Hamm               | Hauptstrecke nach Hamm               |
| | |                                      |                                      |
| Quellen: | |                                      |                                      |

Die Bahnstrecke Hannover–Minden ist eine der wichtigsten Eisenbahnstrecken Niedersachsens und Deutschlands. Sie verbindet die niedersächsische Landeshauptstadt Hannover über Wunstorf, Stadthagen und Bückeburg mit Minden, Osnabrück, Amsterdam oder dem Ruhrgebiet. Auf dem Abschnitt Seelze–Wunstorf verläuft die Strecke parallel zur Güterumgehungsbahn Hannover.

## Geschichte

### Bau und Betrieb
Die Eröffnung der Strecke erfolgte am 15. Oktober 1847 durch die Königlich Hannöverschen Staatseisenbahnen, sie erschloss vor allem das Fürstentum Schaumburg-Lippe samt seiner Residenzstadt Bückeburg und stellte eine durchgehende Verbindung von Hannover ins Rheinland her. Am 12. Dezember 1847 wurde die am damaligen Inselbahnhof Wunstorf abzweigende Bahnstrecke Wunstorf–Bremen eröffnet. Auch sie bildete seither in ihrer gesamten Geschichte eine der wichtigsten Eisenbahnstrecken Deutschlands, da sie die Verbindung der bremischen Häfen mit Süddeutschland herstellt. Weitere Verbindungs- und Anschlussstrecken sind bzw. waren die Bahnstrecke Stadthagen–Stolzenau, die Bahnstrecke Nienburg–Minden, die Stammstrecke der Köln-Mindener Eisenbahn-Gesellschaft als Fortsetzung der Strecke ins Rheinland, die Bahnstrecke Rinteln–Stadthagen, die Mindener Kreisbahnen und die Bad Eilsener Kleinbahn von Bückeburg nach Bad Eilsen und kurzzeitig über den Vorort Meißen nach Minden.
Am 29. September 1968 wurde nach Abschluss der Elektrifizierungsarbeiten der elektrische Betrieb offiziell aufgenommen; der Abschnitt Hannover - Wunstorf war bereits seit 1964 elektrifiziert. 
Für die zur EXPO 2000 erwarteten Verkehre wurden zwischen Hannover und Seelze zwei zusätzliche Gleise für die S-Bahn auf einem teilweise seit 1912 freigehaltenen Planum neu errichtet. Alle Bahnsteige erhielten eine Höhe von 76 cm und eine Mindestlänge von 210 m.
Die Strecke ist damit im Bereich Hannover-Nordstadt – Seelze sechsgleisig, zwischen Hannover Hbf und Hannover-Nordstadt durch getrennte S-Bahn-Gleise viergleisig, zwischen Seelze und Wunstorf durch Mitnutzung der Güterumgehungsbahn viergleisig ausgebaut, im Bereich Wunstorf–Minden zweigleisig. Der Güterverkehr muss deshalb in diesem Bereich immer wieder in die Ausweichgleise fahren, um schnellere Reisezüge passieren zu lassen.   
Mit der Neuordnung der Verkehre nach der Wiedervereinigung und der Orientierung in einen Ost-West-Verkehr, gehört diese West-Ost-Magistrale zu einer der am stärksten belasteten Schienenstrecken der Deutschen Bahn (mehr als 100.000 Züge im Jahr 2005).

### Unfälle
Am 6. September 1923 fuhr nach dem Fehler eines Blockwärters der D 10 von Berlin nach Köln bei Seelze-Lohnde auf den haltenden D 138 von Leipzig nach Amsterdam auf. 18 Menschen starben, 19 wurden verletzt.
Am 4. Januar 1943 übersah der Lokomotivführer des SFR 2304 vor Wunstorf bei starkem Schneegestöber ein „Halt“ zeigendes Signal und fuhr auf den D 8 auf. 25 Menschen starben, 169 weitere wurden verletzt. Zu den Todesopfern zählte der niedersächsische Wirtschafts- und Verkehrsmanager Kurt Finkenwirth.
Am 19. Mai 2016 kollidierte ein ICE zwischen Wunstorf und Haste mit einem Ausbruch der Flügelschiene einer Weiche. Das dort versuchsweise eingebaute Herzstück hatte den dynamischen Belastungen des Eisenbahnbetriebs nicht standgehalten. Es entstanden Sachschäden an Infrastruktur und Fahrzeugen.

## Ausbau

### Ausbau zur Schnellfahrstrecke
Der erste Bundesverkehrswegeplan (1973) führte die Ausbaustrecke Dortmund–Hannover–Braunschweig als eines von acht geplanten Ausbauvorhaben im Bereich der Schienenwege. Auch im Bundesverkehrswegeplan 1980 war das Vorhaben enthalten.
Im Jahr 1984 wurde in einem 23,5-Kilometer-Abschnitt zwischen Bückeburg und Haste der Betrieb mit fahrplanmäßigen Fahrgeschwindigkeiten von 200 km/h aufgenommen. 1985 folgte ein 13,0-Kilometer-Abschnitt zwischen Hannover und Wunstorf. Damit ist der 6,9 Kilometer lange Abschnitt zwischen Haste und Wunstorf nicht auf 200 km/h ausgelegt. 
Da durch eine Änderung der Bestimmungen auf Bahnübergängen nur noch 160 km/h gefahren werden dürfen und die Wartezeiten für den Straßenverkehr wegen der vielen Zugfahrten sehr groß waren, wurden die Bahnübergänge nach und nach durch Über- oder Unterführungen ersetzt, zwischen Haste und Rehren 2015. 

### Weitere Planungen
Nach dem Abschluss des Ausbaus der Strecke Minden–Hamm war bereits in den 1920er-Jahren der Weiterbau beabsichtigt. Erst mit der Wiedervereinigung rückte die Strecke erneut in den Fokus. Im Bundesschienenwegeausbaugesetz vom 15. November 1993 war die Strecke als neue Maßnahme im vordringlichen Bedarf erwähnt. Auch im Bundesverkehrswegeplan 2003 war der Ausbau wieder genannt. Die Baukosten für den viergleisigen Ausbau wurden dort auf rund 900 Millionen Euro geschätzt. Im 2007 veröffentlichten Investitionsrahmenplan bis 2010 für die Verkehrsinfrastruktur des Bundes war ein Ausbau nicht enthalten. In der im November 2010 veröffentlichten Bedarfsplanüberprüfung wurde der Ausbau aufgrund eines Nutzen-Kosten-Verhältnisses von unter 1 zurückgestellt. Unter diesen Voraussetzungen war eine Förderfähigkeit des Streckenausbaues nicht gegeben. Der Verkehr sollte sich stattdessen auf den Strecken Löhne–Hildesheim–Braunschweig entwickeln. Gegen diese Entscheidung gab es eine Resolution des Regionalrates des Bezirksregierung Detmold, die eine Berücksichtigung des Streckenausbaues im Bundesverkehrswegeplan 2030 erwartete.
Die Strecke ist seit 2012 zwischen Wunstorf und Minden als „überlasteter Schienenweg“ eingestuft.
Im Referentenentwurf des Bundesverkehrswegeplans 2030 war eine zweigleisige Neubaustrecke zwischen Letter und Lindhorst, von dort eine Erweiterung um zwei weitere Gleise bis Echtorf und eine Neubaustrecke zwischen Echtorf und Porta Westfalica inklusive eines Tunnels durch den Jakobsberg enthalten. Zwischen Porta Westfalica und Letter sollten die neuen Gleise für 230 km/h ausgelegt sein, der Abschnitt Porta-Westfalica - Löhne für maximal 180 km/h. Die Zeitersparnis hierdurch sollte 10 Minuten betragen. 2016 wurde das Projekt ABS/NBS Hannover – Bielefeld entsprechend in den Bedarfsplan des Bundesschienenwegeausbaugesetzes aufgenommen und trägt dort die Fußnote „Ohne Querung Seelze-Süd und ohne Tunnel Jakobsberg unter der Maßgabe, dass die für einen Deutschlandtakt erforderliche Fahrzeitverkürzung von voraussichtlich acht Minuten erreicht wird.“
Eine Neubaustrecke Bielefeld–Hannover soll als Schnellfahrstrecke beide Orte in 31 Minuten miteinander verbinden. Bisher braucht ein ICE 49 Minuten. Sie ist zur Umsetzung des Deutschlandtakts notwendig.
Außerdem sind im dritten Gutachterentwurf des Deutschlandtakts ein Bahnsteig am Gleis 4 im Bahnhof Haste für zwei Millionen Euro und ein „Überwerfungsbauwerk Seelze“ unterstellt, für das zum Preisstand von 2015 Investitionen von 165 Millionen Euro vorgesehen sind. Weitere 209 Millionen Euro sind für eine eingleisige Verbindungskurve vorgesehen, die bei Hannover-Burg die Strecke mit der Strecke Richtung Hamburg verbinden soll.
Die Region Hannover hat in ihrem Regionalen Raumordnungsprogramm festgelegt, den Abschnitt Seelze–Wunstorf zur Verbesserung des Gesamtangebotes im S-Bahn-Betrieb auszubauen. Die Finanzierung ist aber ungeklärt.

## Verkehrsangebot
Auf der gesamten durchgehend elektrifizierten Strecke verkehren Intercity-Express-, Intercity-, Regional-Express-Züge und S-Bahnen. Daneben besteht ein dichter Güterverkehr. Zwischen Minden und Hannover fahren jeweils stündlich RE-Züge (RE60/RE70 Braunschweig – Rheine bzw. Bielefeld) als Triebwagen des Eisenbahnverkehrsunternehmens Westfalenbahn und S-Bahnen der Linie S1 (Haste – Hannover – Minden). Im Abschnitt Wunstorf–Hannover wird der S-Bahnverkehr durch die Linie S2 Haste – Hannover – Nienburg verdichtet. Diese Strecke wird außerdem von RE-Zügen der Linien RE1/RE8 (Hannover – Bremen – Norddeich Mole bzw. Bremerhaven) befahren.
Zwischen Haste und Hannover gilt der Tarif des Großraum-Verkehrs Hannover (GVH), der Landkreis Schaumburg ist über einen speziellen Zeitkartentarif mit dem GVH verbunden.